# مجدي عبد الغفار
اللواء مجدي محمد عبد الحميد عبد الغفار، وزير الداخلية المصري السابق، ولد بمحافظة المنوفية في 14 أغسطس 1952، في عام 2008 شغل مديرًا لمصلحة أمن الموانئ، وعقب ذلك شغل نائب رئيس قطاع الأمن الوطني اعتبارًا من 16 مارس 2011، ثم تم ترقيته ليشغل منصب مساعدًا للوزير رئيس قطاع الأمن الوطني في 22 ديسمبر 2011 حتى بلوغه سن المعاش القانونية في 14 أغسطس 2012، حتى صدر قرار جمهوري بتعيينه وزيرًا للداخلية بتاريخ 5 مارس 2015. حتى 14 يونيو 2018 وحلّ عبد الغفار خلفا للواء محمد إبراهيم الذي شغل منصب وزير الداخلية منذ يناير/كانون الثاني 2013، وينحدر اللواء عبد الغفار من مدينة تلا بمحافظة المنوفية (شمال القاهرة)، وتخرج في كلية الشرطة عام 1974، وعمل منذ ذلك الحين في جهاز مباحث أمن الدولة، وبعد ثورة 25 يناير وحلّ جهاز أمن الدولة السابق، عُين اللواء عبد الغفار رئيسا لجهاز الأمن الوطني الجديد.
واعترف عبد الغفار حينها بأن نظام الرئيس المخلوع حسني مبارك «مارس تجاوزات بحق الشعب المصري كانت مؤسسية وتبتعد لحد كبير عن الأخطاء الفردية». وأحيل اللواء عبد الغفار للتقاعد قبل عامين. وأدى في 5 مارس/آذار 2015 اليمين الدستورية وزيرا للداخلية خلفا للواء محمد إبراهيم الذي عين نائبا لرئيس الوزراء، وكان اللواء مجدي عبد الغفار، قد تولى آخر منصب له قبل خروجه للمعاش رئيسًا لقطاع الأمن الوطني في عام 2011، وخلال تلك الفترة أكد أنه تم الاستغناء عن إدارات التحقيق والاستجوابات من جهاز الأمن الوطني الجديد، وقال: لا توجد لدينا مراقبة للتليفونات، وإذا حدث سيتم بإذن من النيابة العامة، كما أكد أنه تم إعدام التسجيلات السابقة بشكل كامل، ولا توجد منها نسخة أخرى لدي أي جهة، وسوف نبتعد تمامًا عن أخطاء وممارسات الجهاز في النظام السابق، والممارسات السابقة لم ولن تعود.

## ثورة 25 يناير
من أبرز تعليقاته اللواء مجدي عبد الغفار، رئيس قطاع الأمن الوطني السابق، عن ترحيبه بالرقابة الوطنية على أداء الجهاز الذي تم استحداثه ليكون بديلاً لجهاز مباحث أمن الدولة الذي صدر قرار بحله عقب ثورة 25 يناير، ووصف الجهاز بأنه الابن الشرعي لثورة 25 يناير، وأنه جهاز خاص بحماية المواطن وليس لحماية النظام ولن يكن أبدًا مثل أمن الدولة سابقًا، وأكد أنهم مستعدون لتلقي أي شكاوي من المواطنين خاصة بقطاع الأمن الوطني على مدار 24 ساعة، لافتًا إلى أنه تم الانتهاء من إعداد مشروع قانون يضمن الرقابة القضائية على أدائه. وصرح اللواء عبد الغفار، بأنهم يركزون على حماية الأمن القومي من أي اختراقات خارجية لارتكاب أعمال تخريبية على أرض الوطن أو أي أعمال إرهابية، وقال استبعدنا إدارة التحقيقات والاستجوابات من جهاز قطاع الأمن الوطني. وأشار إلى أنه تم إعدام التسجيلات الهاتفية للمواطنين في جهاز أمن الدولة السابق. وأكد أن قطاع الأمن الوطني ليس مستنسخًا من «أمن الدولة» وليس هو نفسه، بل هو جهاز جديد تمامًا وهو وليد ثورة 25 يناير ولن يتعامل بنفس الصورة والتجاوزات السيئة التي كان عليها جهاز أمن الدولة سابقًا، والذي تم إلغاؤه بالكامل بكافة إداراته وفروعه في كل المحافظات.